# Adoretus vestitus
Adoretus vestitus är en skalbaggsart som beskrevs av Reiche 1851. Adoretus vestitus ingår i släktet Adoretus och familjen Rutelidae. Inga underarter finns listade i Catalogue of Life.